# Ezra Koenig
Ezra Michael Koenig (Nova York, 8 de Abril de 1984) é um músico, compositor, produtor e roteirista estadunidense. É conhecido principalmente pelo seu trabalho como vocalista e guitarrista da banda nova-iorquina Vampire Weekend. Além disso, é o criador da animação Neo Yokio, da Netflix, apresentador do programa de rádio Time Crisis with Ezra Koenig, da plataforma de streaming Apple Music.

## Biografia
Koenig nasceu em Nova York e é filho de Bobby Bass, uma psicanalista, e Robin Koenig, supervisor de sets de filmagem, que já trabalhou em vários filmes do Spike Lee. Seus pais moravam no Upper West Side de Manhattan antes de se mudarem para Glen Ridge, em Nova Jérsei, onde Ezra cresceu.
Sua família é judia e veio da Europa (incluindo Romênia e Hungria). Seu avô materno é filósofo. Ezra, inclusive, teve um bar mitzvah . Ele cresceu no norte de Nova Jérsei e estudou na Glen Ridge High School. Ele tem uma irmã 4 anos mais nova, Emma Koenig, que é autora do blog e do livro "F*CK! i'm in my twenties". Ele começou a escrever músicas quando tinha "dez ou onze anos", e sua primeira música se chamou "Bad Birthday Party". Koenig estudou na Universidade de Columbia, onde se graduou em Inglês e escrita criativa.

## Carreira musical
Antes da banda Vampire Weekend ser formada, Koenig estava envolvido em inúmeros projectos musicais com Miles Wes,  Um colega antigo de colégio e atual homem de frente de Ra Ra Riot, juntamente com amigos de infância Dan Millar e Padlowski Andrei. Koenig e experimental banda de Miles, The Sophisticuffs, tem sido descrito como "incrivelmente criativas obra musical". Mais tarde, Koenig formou a banda de rap "grave" L'Homme Run com Andrew Kalaidjian e companheiro de banda de Chris Thomson, tocou saxofone para a indie rock banda Dirty Projectors em um turnê européia, trabalhou como estagiário de The Walkmen, e foi um oitavo grau professor de Inglês no Ensino Fundamental 258, no Brooklyn em Nova Iorque, até 2007.
Koenig encontrou os membros do Vampire Weekend ao atender a Universidade de Columbia e iniciou o grupo em seu último ano. O nome do grupo vem do filme de mesmo nome que Ezra e seus amigos fizeram sobre as férias de verão. Ezra interpreta o personagem principal, Walcott, que tem que ir para Cape Cod para informar ao prefeito que os vampiros estão chegando. Eles auto-produziram seu primeiro álbum após a graduação, enquanto ao mesmo tempo trabalhando empregos a tempo inteiro. Em 2010, eles lançaram seu segundo álbum, Contra. Ele alcançou o número 1 sobre os EUA e paradas britânicas, entre outros.
Koenig fornece vocais na canção "Carby" na  LP, o álbum de estréia da  Discovery, um grupo que apresenta o tecladista do Vampire Weekend Rostam Batmanglij e seu amigo de infância, Ra Ra Riot o vocalista e Miles Wes. Ele também participou em "Warm Heart of Africa" de The Very Best, "Pyromiltia" de Theophilus London. Ele também apareceu recentemente e gravou os vocais em breve o vídeo da música  Duck Sauce e  Barbra Streisand.